# 小行星7691
小行星7691（7691 Brady）是一颗绕太阳运转的小行星，为主小行星带小行星。该小行星于1977年10月16日发现。

## 轨道参数
小行星7691的轨道半长轴为2.3707465 UA，离心率为0.195。